# Etmopterus brachyurus
Etmopterus brachyurus es una especie de pez de la familia Etmopteridae en el orden de los Squaliformes.

## Morfología
Los machos pueden alcanzar 50 cm de longitud total.

## Alimentación
Come principalmente peces osteíctios, calamares, pulpos, gambas y ofiuroideos.

## Reproducción
Es ovovivíparo.

## Hábitat
Es un pez de mar y de aguas profundas que vive entre 451-900 m de profundidad.

## Distribución geográfica
Se encuentra en el Japón, Filipinas y Australia Occidental.